# Троген (Верхняя Франкония)
Троген (нем. Trogen) — община в Германии, в земле Бавария.
Подчиняется административному округу Верхняя Франкония. Входит в состав района Хоф. Подчиняется управлению Файлицш. Население составляет 1553 человека (на 31 декабря 2010 года). Занимает площадь 12,32 км².
Коммуна подразделяется на 4 сельских округа.

## Население
По оценке на 31 декабря 2015 года население общины Троген составляет 1435 чел. 

| Дата      | 1840 | 1871 | 1900 | 1925 | 1939 | 1950 | 1961 | 1970 | 1987 | 2011 |
| --------- | ---- | ---- | ---- | ---- | ---- | ---- | ---- | ---- | ---- | ---- |
| Население | 857  | 885  | 822  | 858  | 1203 | 1435 | 1225 | 1311 | 1334 | 1480 |

| Год       | 1960 | 1970 | 1980 | 1990 | 2000 | 2009 | 2010 | 2011 | 2012 | 2013 | 2014 | 2015 |
| --------- | ---- | ---- | ---- | ---- | ---- | ---- | ---- | ---- | ---- | ---- | ---- | ---- |
| Население | 1193 | 1302 | 1320 | 1394 | 1568 | 1548 | 1553 | 1440 | 1457 | 1458 | 1430 | 1435 |